# 鮑家耀

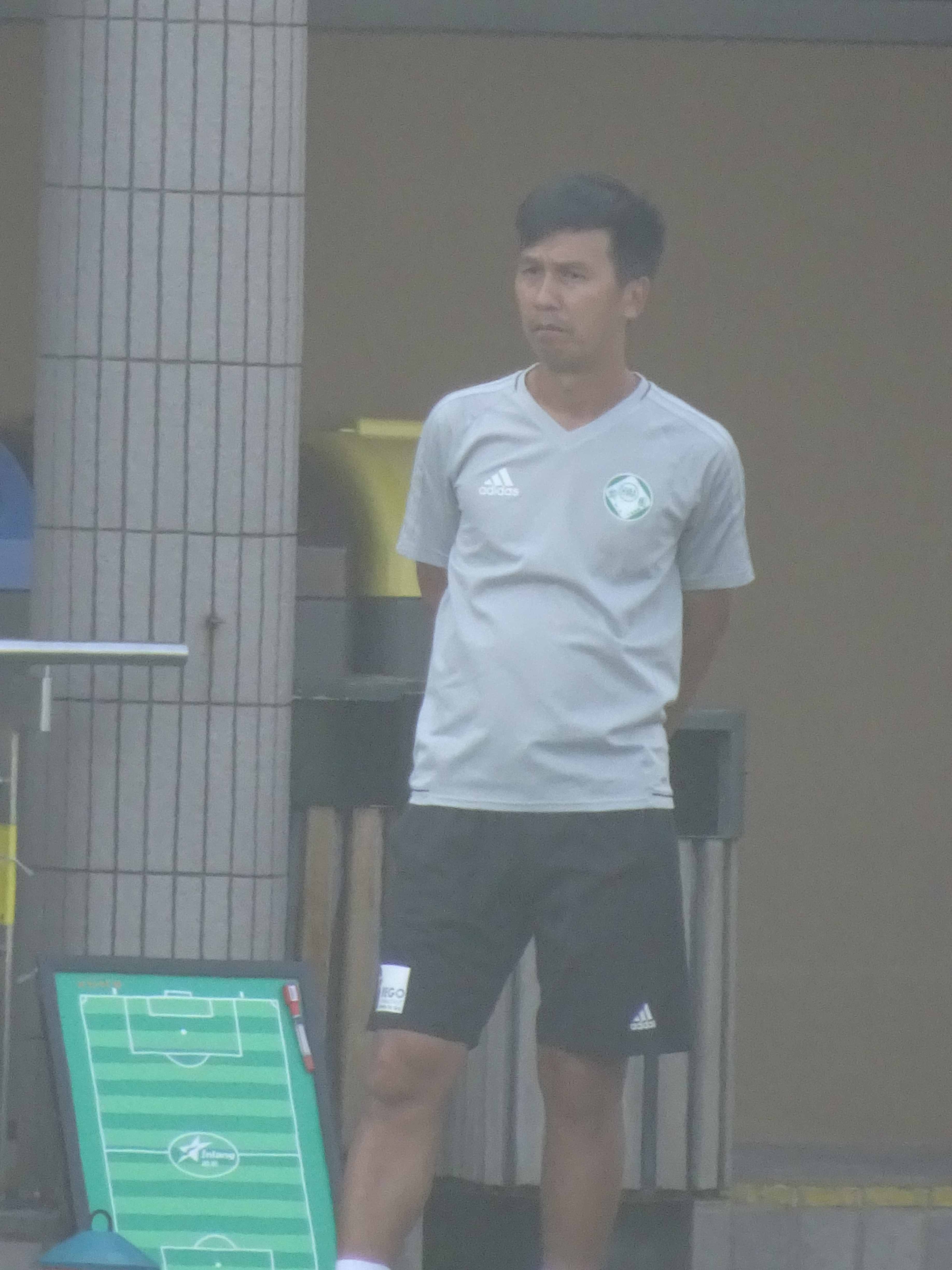
鮑家耀

鮑家耀（英語：Pau Ka Yiu，1971年5月6日—），香港前著名足球員，育有一名幼兒，司職後衛，曾效力花花、駒騰、流浪、傑志、星島、好易通、東方、晨曦、淦源等球隊，現已退役。持有亞洲足協A級教練牌照，曾擔任港超聯球隊愉園及北區的主教練，並兼任女子足球隊教練和車路士足球學校 (香港)的主教練。
2021年3月21日，愉園作客元朗大球場，以0：1不敵主隊。賽後教練鮑家耀炮轟執法的主球證羅碧芝，並要求足總「不要再派女球證」執法港超。2021年4月21日，香港足總紀律委員會就港超聯賽天水圍飛馬對愉園一役召開聆訊，會後決定鮑家耀違反紀律章程第四章第15.2.1項指控成立，被罰停賽10場及被禁進入賽事場地，以及罰款港幣$999。
2022年9月10日，鮑家耀加入高力北區教練團. 
2025年1月8日，北區宣布由陳志康接替鮑家耀出任主教練，後者將轉任技術總監。

## 外部連結
- hkfa.com （页面存档备份，存于）